# UFC Fight Night: dos Anjos vs. Lee
UFC Fight Night: dos Anjos vs. Lee (também conhecido como UFC Fight Night 152 ou UFC on ESPN+ 10) foi um evento de MMA produzido pelo Ultimate Fighting Championship no dia 18 de maio de 2019, na Blue Cross Arena, em Rochester, Nova Iorque.

## Background
O evento marcou a primeira visita do UFC a Rochester.
O duelo nos meio-médios entre o ex-campeão dos leves Rafael dos Anjos e o ex-desafiante interino dos leves Kevin Lee fizeram a luta principal da noite.
Elizeu Zaleski dos Santos estava programado para enfrentar Neil Magny no evento. Entretanto, no dia 28 de março, dos Santos disse que não foi contratado para essa luta. Magny então foi reagendado contra Vicente Luque. No entanto, Magny saiu do combate no dia 13 de maio após ter sido pego no doping para Di-Hydroxy-LGD-4033 e foi substituído pelo estreante Derrick Krantz.

## Bônus da Noite
Os lutadores receberam $50.000 de bônus:
- Luta da Noite:  Aspen Ladd vs.  Sijara Eubanks
- Performance da Noite:  Michel Pereira e  Grant Dawson